# Меркис, Гиоргос
Гиоргис Меркис (греч. Γιώργος Μερκής; 30 июля 1984, Лимасол, Кипр) — кипрский футболист, защитник клуба АПОЭЛ и сборной Кипра.

## Клубная карьера
Меркис — воспитанник клуба «Аполлон» из своего родного города. В 2001 году он дебютировал за команду в чемпионате Кипра. В 2006 году Гиоргис стал чемпионом Кипра. В 2009 и 2013 году он помог команде завоевать Кубок Кипра. В том же году Гиоргос принял участие в финале Суперкубка Кипра против АПОЭЛа.
В 2014 году в ответном матче за выход в Лигу Европы против московского «Локомотива» Меркис «зацементировал» оборону и помог клубу пройти очень сложного соперника.

## Международная карьера
1 марта 2006 года в товарищеском матче против сборной Армении Меркис дебютировал за сборную Кипра.
Гиоргос принимал активное участие в отборе к чемпионату Европы в Польше и Украине. Он сыграл в 8 матчах квалификации.

## Достижения
Командные
 «Аполлон» (Лимасол)
- Чемпионат Кипра по футболу — 2005/06
- Обладатель Кубка Кипра (2) — 2009/10, 2012/13

 АПОЭЛ
- Чемпионат Кипра по футболу (4) — 2015/16, 2016/17, 2017/18, 2018/19